# 陈方 (1912年)
陈方（1912年—1983年），原名李立贤，化名李建平，男，汉族，云南大关人，中华人民共和国政治人物。曾任云南省政协副主席。